# Катеринівка (Хмельницький район)
Катери́нівка — село в Україні, у Чорноострівській селищній територіальній громаді Хмельницького району Хмельницької області. Населення становить 344 особи. Через село проходить Дуга Струве.

## Місцезнаходження села
Село розташоване на відрогах Волино-Подільської височини, на лівобережжі Південного Бугу, за 28 км на північний захід від м.Хмельницький та за 5 км від давнього історичного містечка Чорний Острів.

## Історія
Наприкінці XVI ст. с. Катеринівка, як і інші 10 навколишніх сіл та 5 тис. селян-кріпаків, що проживали там, належала Пшездецьким. В 1861 р. відбулась реформа, після якої селяни-кріпаки стали вільними.
Колись в містечку Чорний Острів було дві церкви: Вознесенська і Воскресенська. Дерев'яна Вознесенська була розібрана і перенесена в с. Катеринівка. Однак до наших днів вона не збереглась.
1896 року відкрилась велика школа. У якій навчались діти з навколишніх сіл. Першими вчителями були брати Шафранські: Дмитро Ісайович, Антон Ісайович (сини місцевого священника).
Весною 1919 р. українська армія намагалася вигнати червоних із регіону. Військовикам УНР протистояла 1-ша кінна армія Будьонного. Деякі селяни співпрацювали з червоними, зокрема вступаючи до загону Щорса.
У 1929-1930роках, під час примусової колективізації, був створений колгосп.
За даними різних джерел в селі Катеринівка в 1932-1933 рр. загинуло від Голодомору біля 40 людини. На сьогодні встановлено імена 33 осіб. Загиблими  від Голодомору в селі вважаються троє одноосібників, 14 колгоспників і членів артілі, дві літні жінки на утриманні, п'ятеро немовлят  і дев'ятеро старших дітей. 
У 1939 році колгосп був учасником Всесоюзної сільськогосподарської виставки. Клуб та сільська рада знаходились у панській конюшні. У 1939 р. в школі працювали учителі: Шульта Поліна Рафаїлівна, Тетяна Олександрівна. У 1945р. директором школи був Заблоцький Григорій Митифорович.
В роки Великої Вітчизняної війни не повернулось 50 катерівчан. У роки війни до Німеччини були вивезенні з села : Ліньков М., Павлюк Л., Медус М., Полозюк І., Ружицький К., Ружицька Г., Ружицька Н., Миколюк С., Бальбус М., Іщук Н. та інші.
У 1949 р. відбулося об'єднання колгоспів сіл Антонівка та Катеринівка. Головою був обраний Федух Я. М., а замісником Тарнопольський В. Я. 
Колгосп користувався 1,8 тис. орної землі. Провідні галузі господарства - рільництво та садівництво. Розвинуте також овочівництво і рибництво. Колгосп також спеціалізувався на птахівництві.
В 1963 році Катеринівку приєднано до державної електромережі. Освітлено всі будівлі.
Станом на 1965 рік у с. Катеринівка проживало 580 людей, 72 дітей.
Перша бібліотека була розміщена в приміщені школи. Перші бібліотекарі: Лінькова К., Томащук М., Гіджеліцький С. У 1965р. фонд бібліотеки становив 2616 тис. книг.
У 1966 році у парку побудували обеліск загиблим воїнам.
1970 р. - прокладено камінну дорогу.
Під керівництвом Дикого Г.Т. у 1967-1970 рр. розпочато будівництво клубу, медпункту, магазину. В клубі працювали гуртки: шахи-шашки, драматичний гурток, вокальна, духовий оркестр ( під керівництвом Левандовського).
З 1965р. завідувачкою фельдшерсько-акушерського пункту працювала Горобець Лідія Петрівна (43 роки).
З 1974р. працювала завідувачкою клубу Томашевська Зіна Іванівна.
Учителями працювали: Бортова Галина Іванівна, Вовк Килина Василівна, Бальбус Поля Тихонівна, Миколюк Зоя Іванівна.
У 1990 р. жителями с. Катеринівка відновлено діяльність церкви імені Успіння Святої Благородиці . 
У 1995 році закрили школу.
Політичне життя та соціальну сферу населення села Катеринівка забезпечує сільська рада. ЇЇ депутатський  корпус становить 15 чоловік. Головою села вже шостий термін був обраний І. А. Ференс.
В селі працює 2 магазини, які забезпечують населення необхідною продовольчою продукцією та промисловими товарам .
Жителів села обслуговує фельдшерсько-акушерський пункт. З 2009 року працює завідувачкою Горобець Олена Іванівна.
Важливою подією в житті села стало підключення села до єдиної газової мережі у 2007 році.
При ініціативі жителів села Катеринівка, за допомоги депутата районної ради Мальованого Ігора Івановича, також інвестора "Волочиськ-Агро" встановлено огорожу на кладовищі села у 2014 р.
Частина земель села підпорядкована агрофірмі "Волочиськ-Агро", яке утворилось внаслідок реорганізації колгоспу в 2003 р., іншу частину земель орендує фермерське господарство "Левада - 2012"
З 2015 р. с. Катеринівка знаходиться у Чорноострівській селищній територіальній громаді Хмельницького району, Хмельницької області.
25 жовтня 2015 р. селищним головою був  обраний Дзісь  М. С.
17.04.16р. старостою сіл Антонівка і Катеринівка обрано Батурко Л.А.
19.06.16р. Округ №15, у селі Катеринівка відбулися проміжні вибори депутатів Чорноострівської селищної ради, по одномандатних виборчих округах. За результатами яких було обрано депутатом Вітвіцьку Л.В.

## Населення

### Мова
Розподіл населення за рідною мовою за даними перепису 2001 року:
| Мова       | Кількість | Відсоток |
| ---------- | --------- | -------- |
| українська | 144       | 100%     |

## Галерея

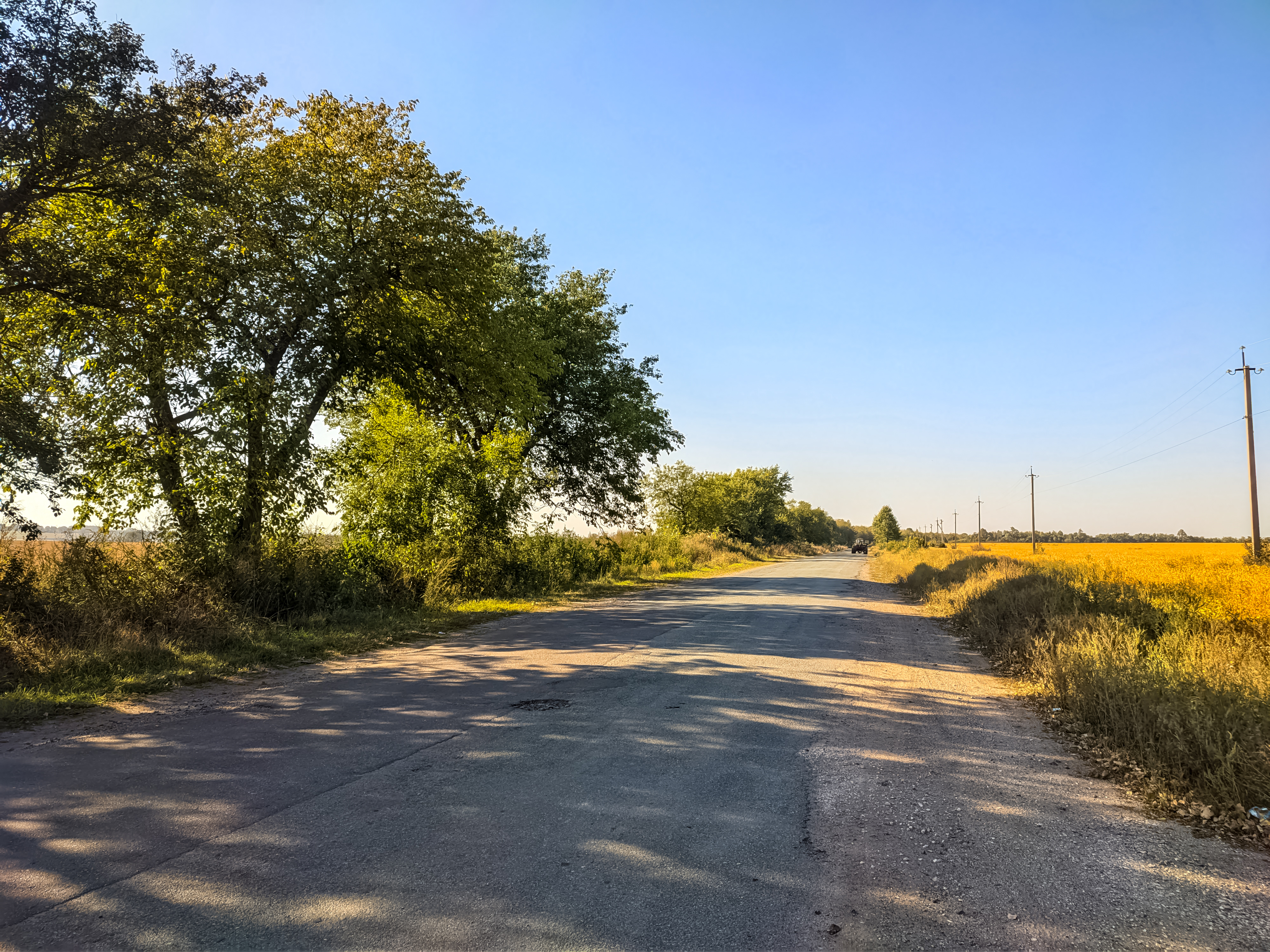
Дорога на село
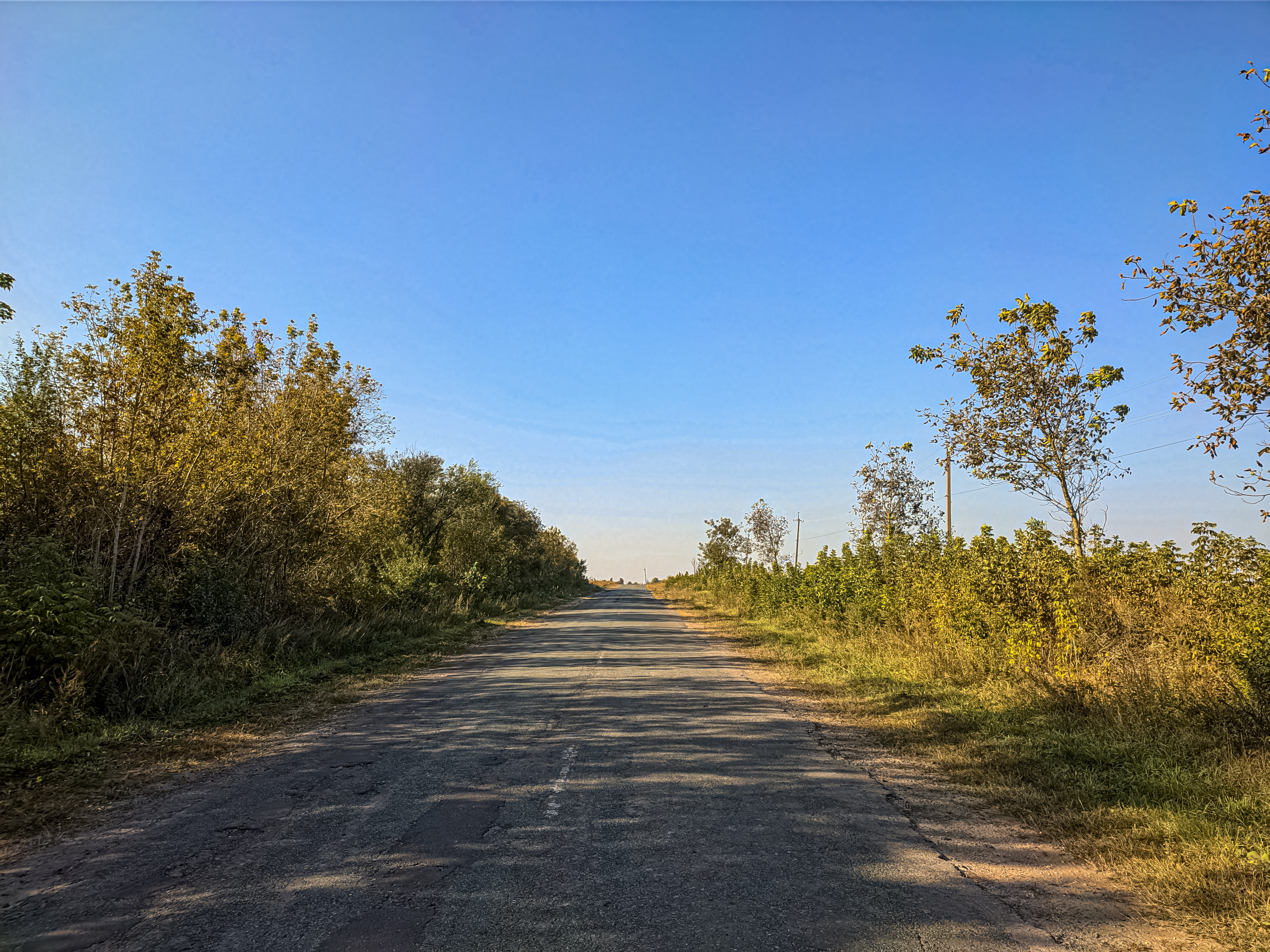
Дорога на село
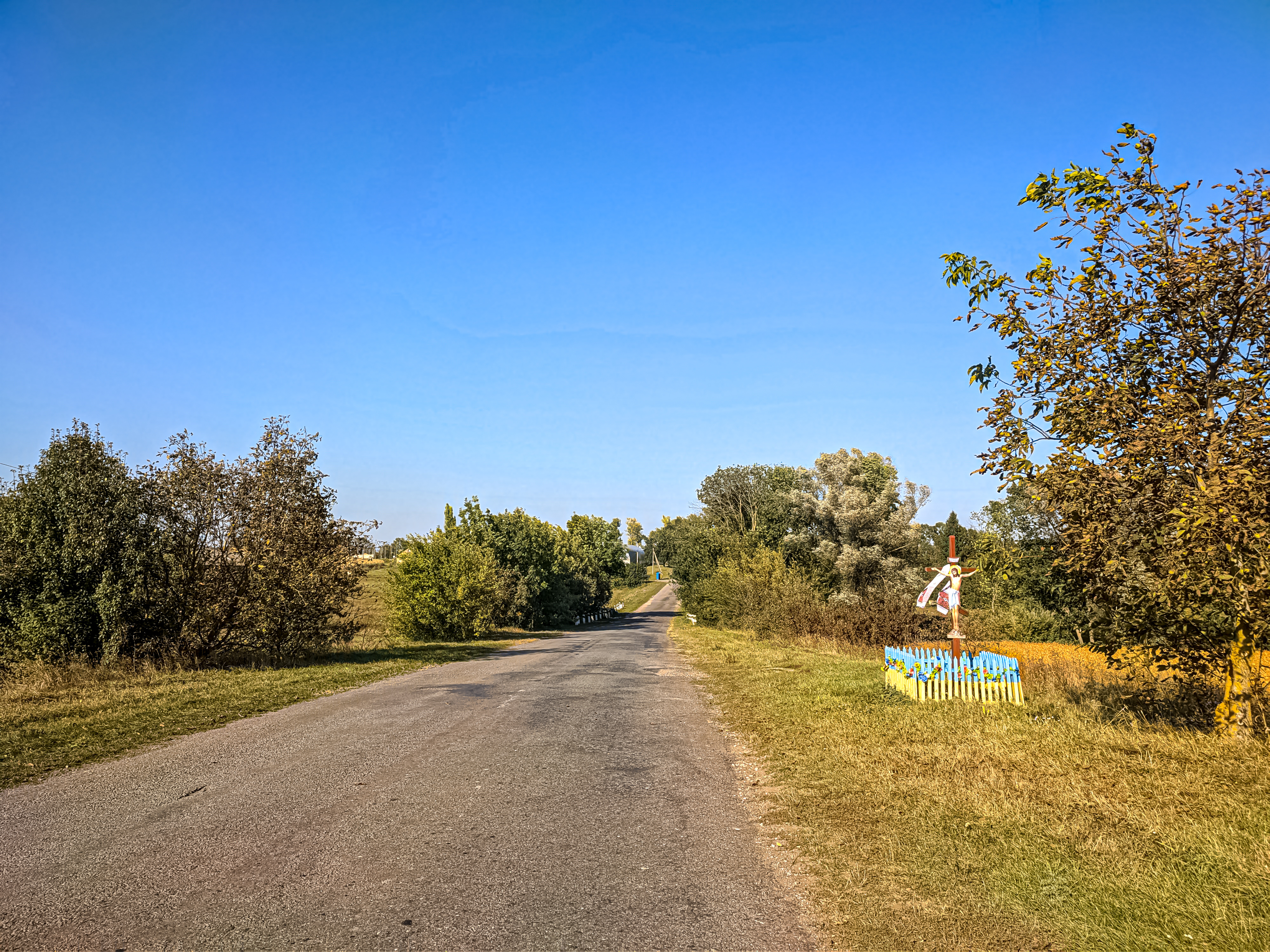
В'їзд в село
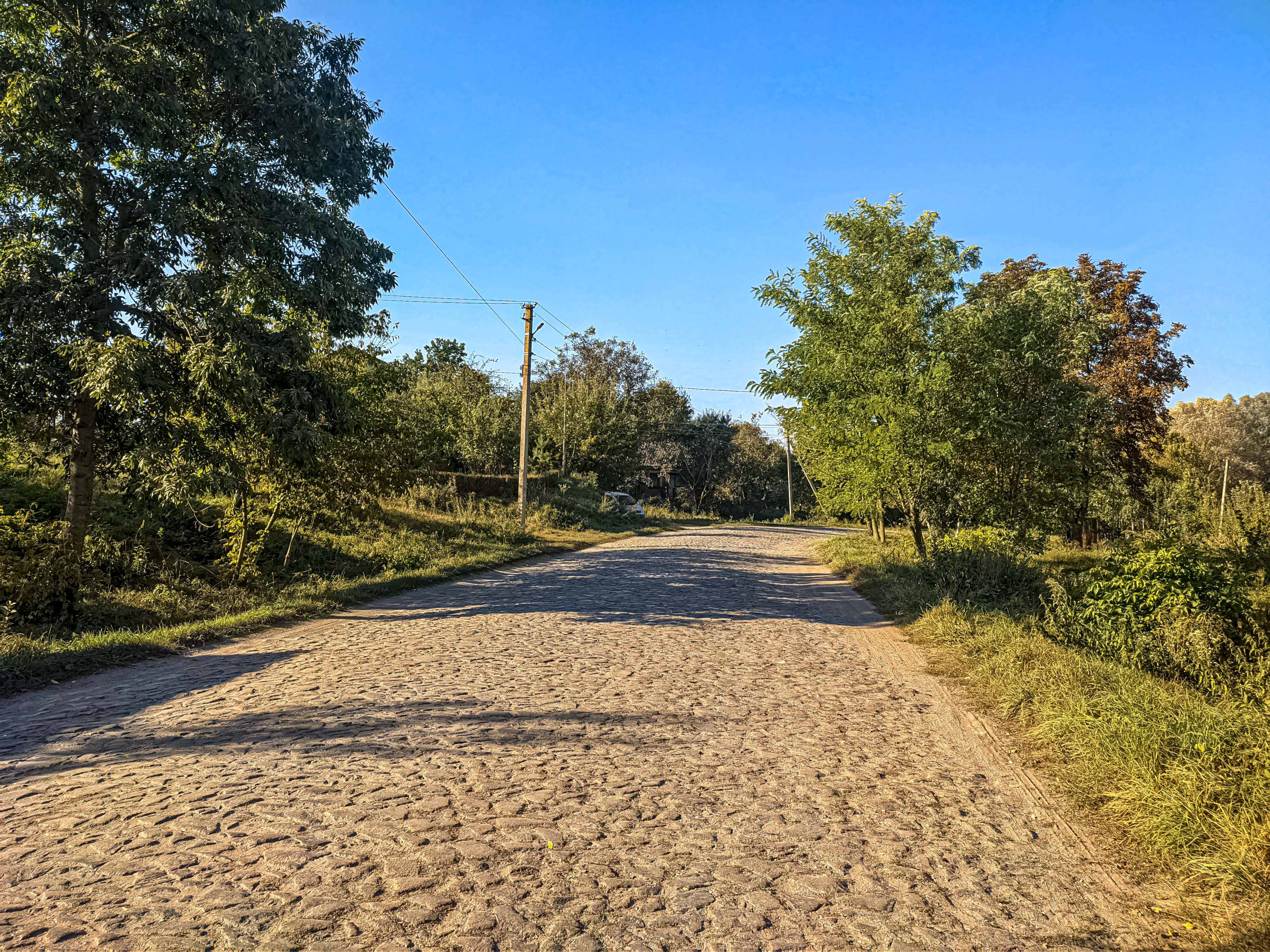
Вул. Центральна
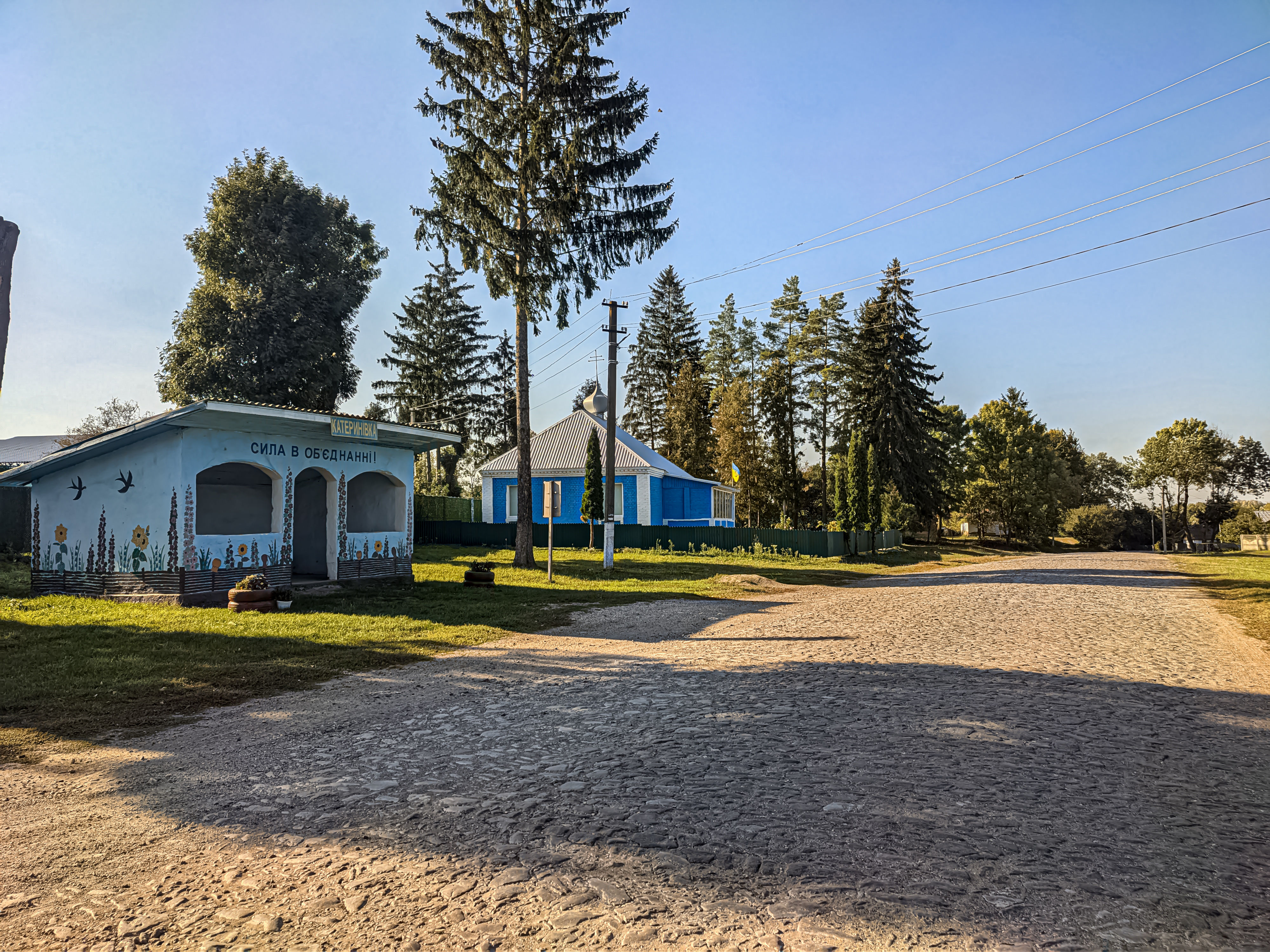
Зупинка в центрі села
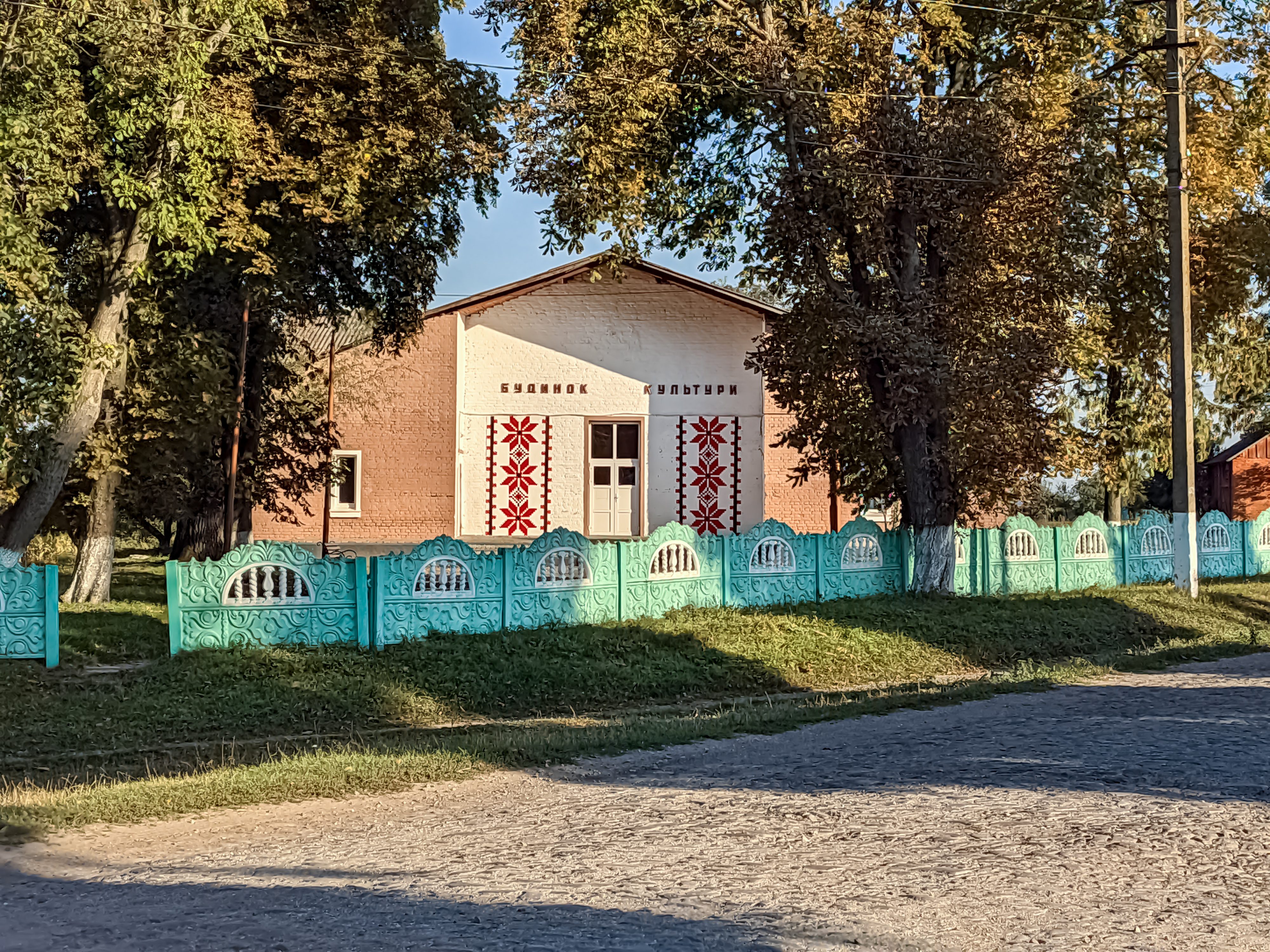
Будинок культури
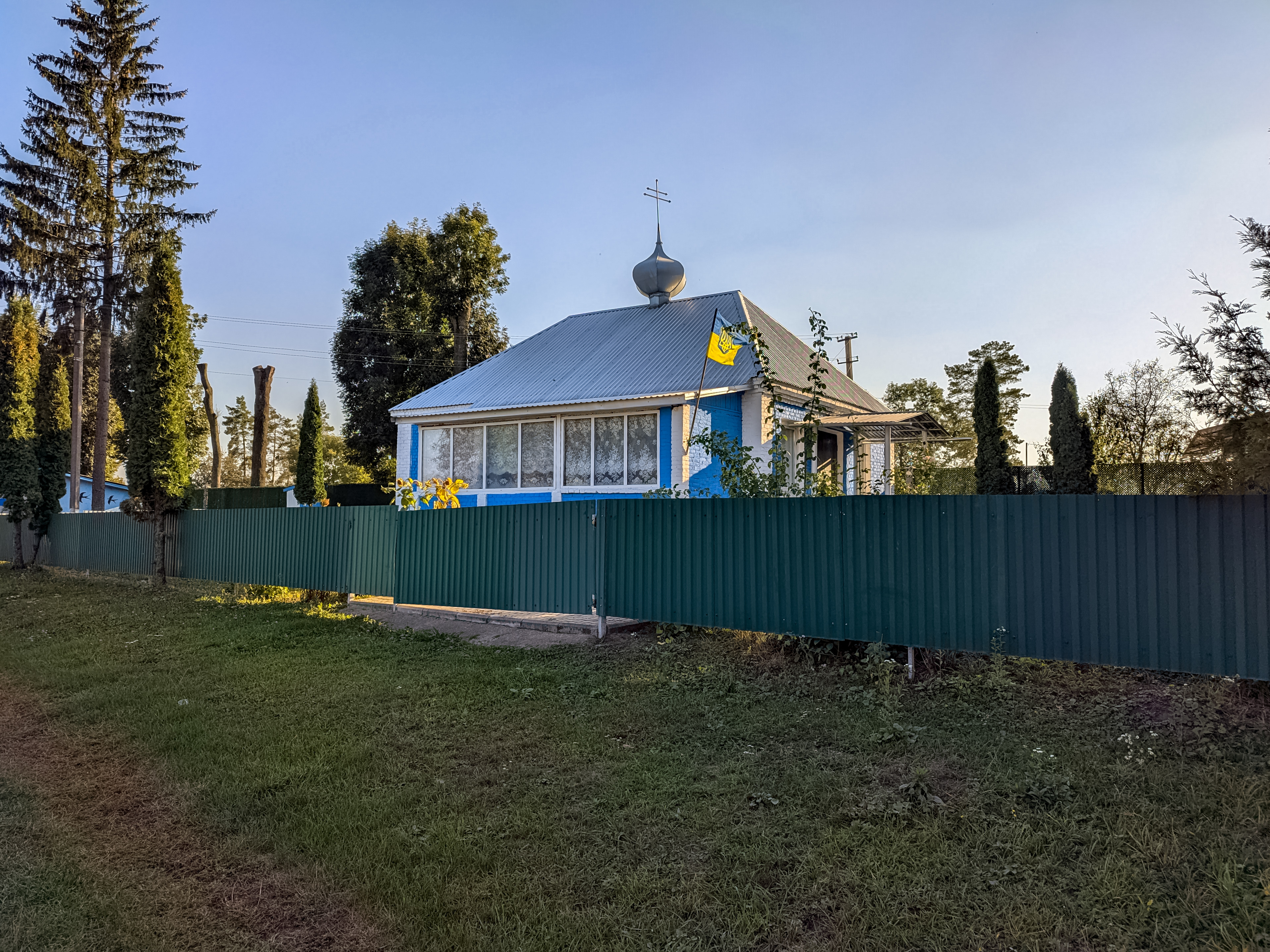
Церква
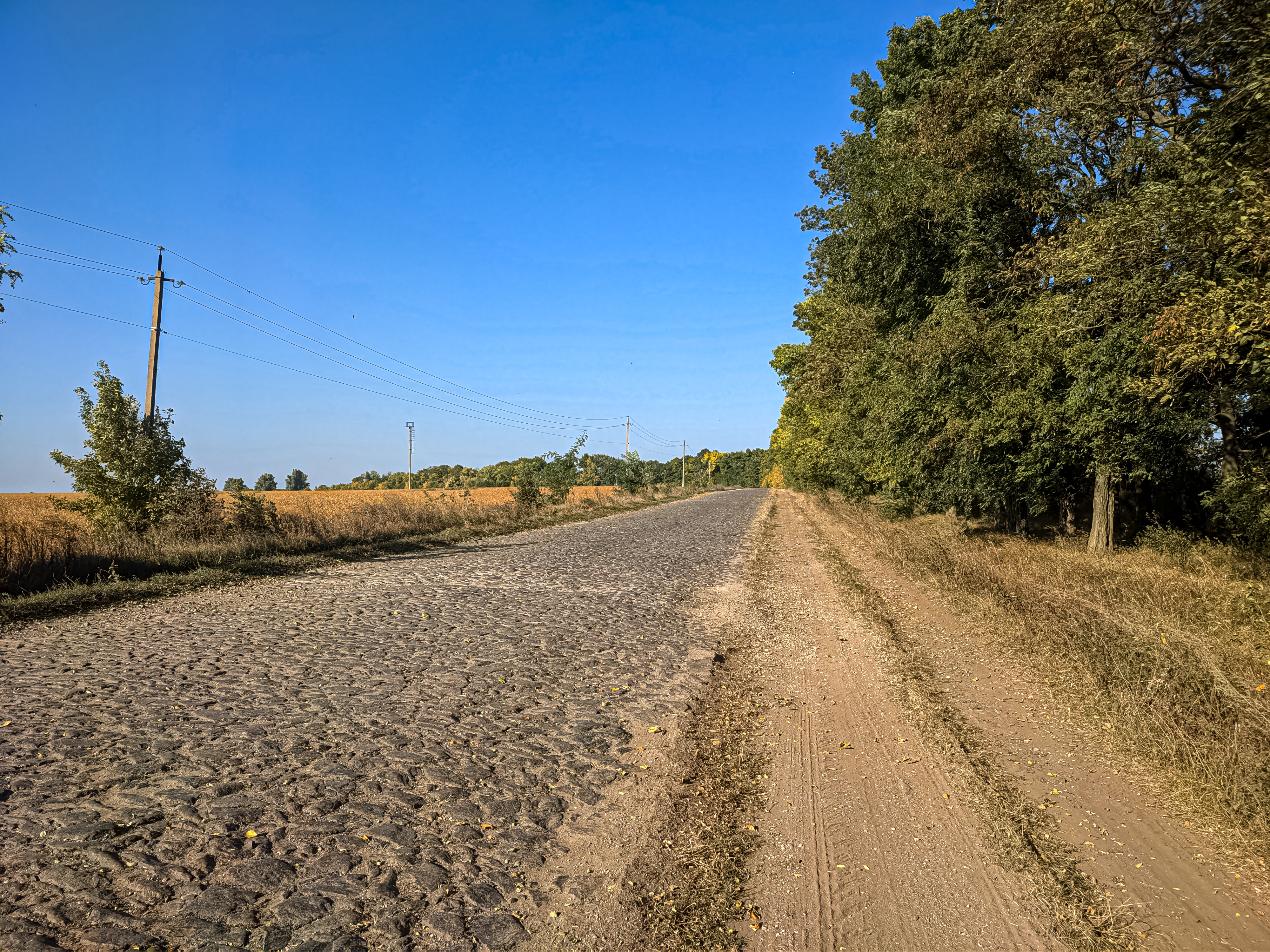
Дорога на Ставчинці
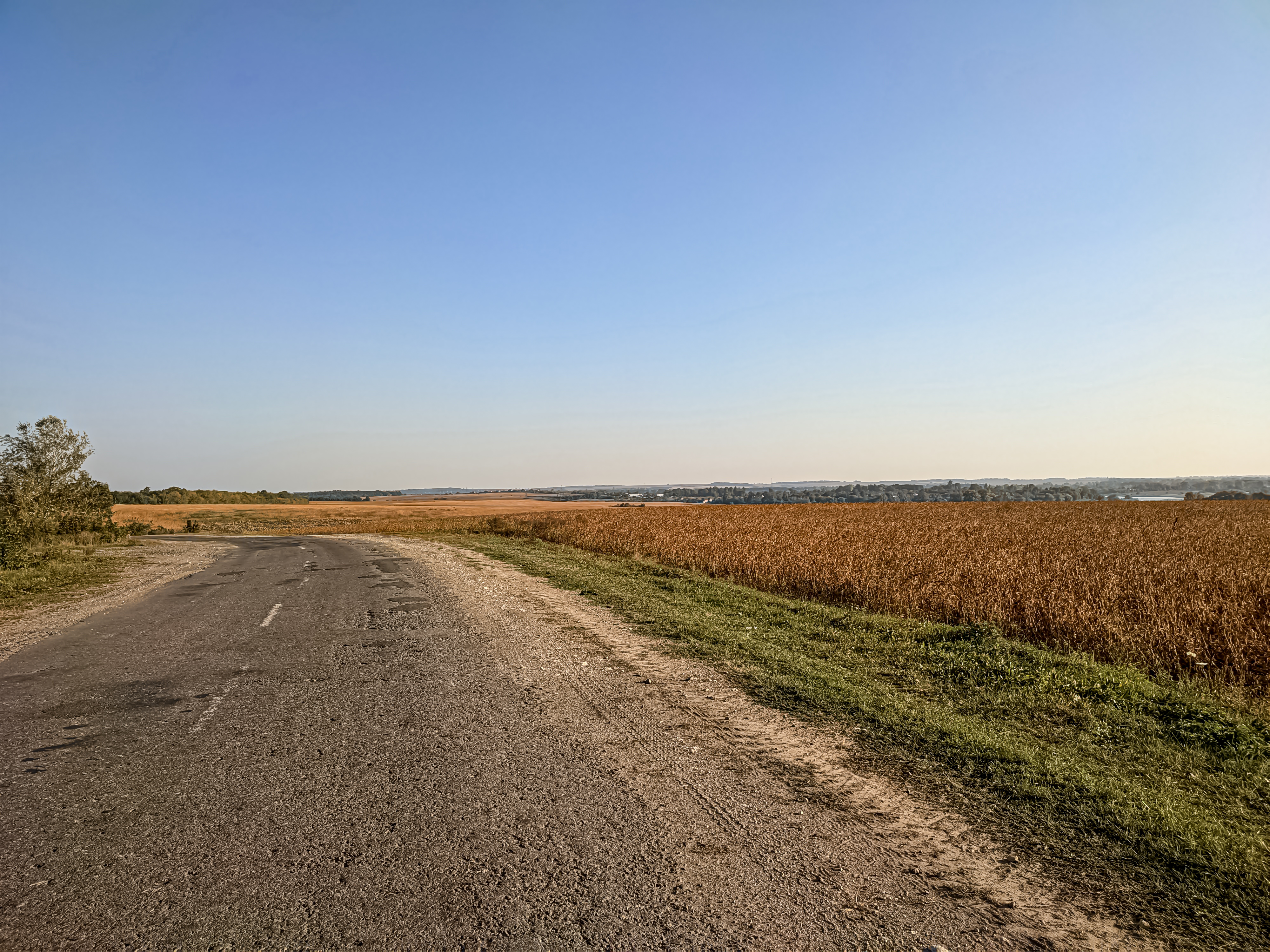
Дорога з села в напрямку Чорного Острова
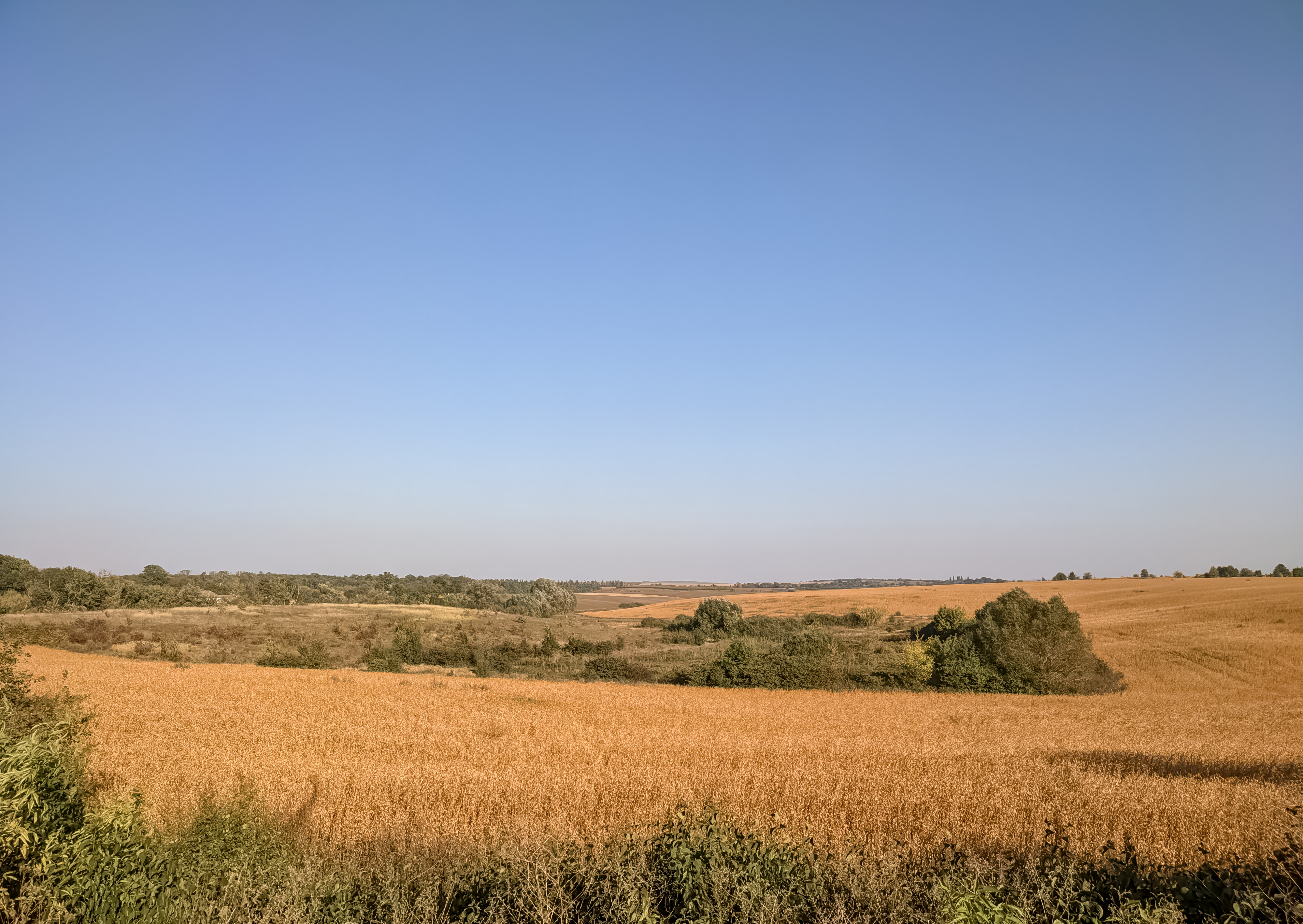
Околиці села у вересні
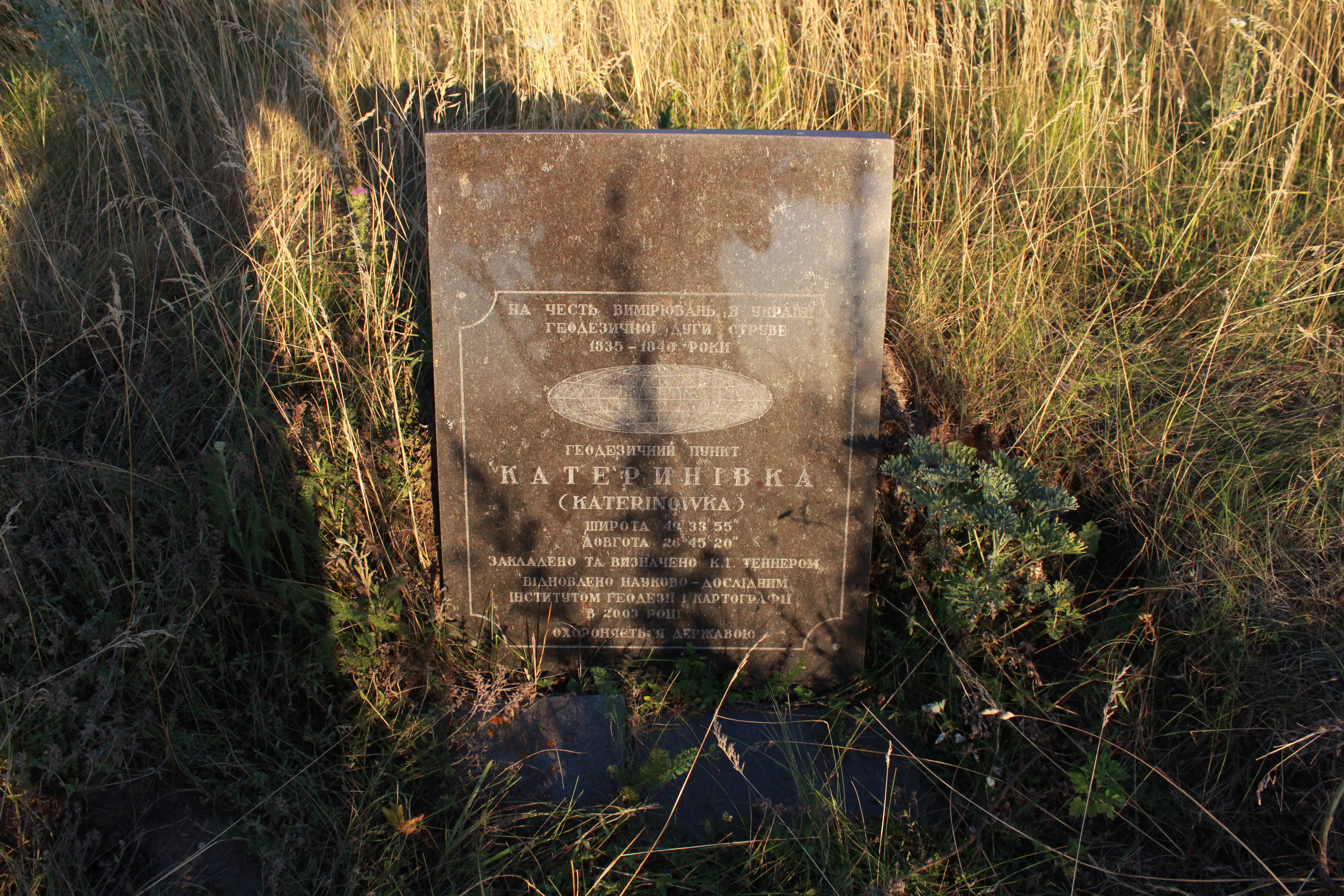
Пункт дуги Струве поблизу Катеринівки